# Otto Müller (zápasník)
Otto Adolf Müller (21. června 1899 - ?) byl švýcarský zápasník. V roce 1924 vybojoval na olympijských hrách v Paříži bronzovou medaili ve volném stylu ve velterové váze. V roce 1930 vybojoval titul na mistrovství Evropy ve volném stylu ve střední váze.